# العلاقات البنغالية الليبيرية
تشير علاقات بنغلاديش - ليبيريا إلى العلاقات الثنائية بين بنغلاديش وليبيريا.

## مشاركة حفظة السلام البنغلاديشيين
تم نشر قوات حفظ السلام البنجلاديشية في ليبيريا منذ عام 2003 كجزء من بعثة الأمم المتحدة في ليبيريا. كما تقدم قوات حفظ السلام العلاج الطبي المجاني لليبيريين. كان هناك أيضًا بعض البرامج التدريبية من قبل حفظة السلام البنغاليين لتنمية مهارات الشباب الليبيريين خاصة في مجالات الكمبيوتر / تكنولوجيا المعلومات والخياطة وإصلاح المولدات وصيانتها وما إلى ذلك. شاركت الكتيبة الهندسية البنغلاديشية في بناء وإصلاح وصيانة العديد من مؤسسات البنية التحتية الرئيسية.  في عام 2008، أنشأ حفظة السلام البنغلاديشيون "ساحة بنغلاديش"، وهو مجمع ترفيهي وتعليمي يتكون من مركز للتدريب المهني وملعب للأطفال في مدينة غبارنجا. 
كما قدمت قوات حفظ السلام العلاج الطبي لأكثر من 5000 ليبيري.  واشتكى مسؤولون أمنيون ليبيريون من أن وحدة البعثة البنغلاديشية المتمركزة على حدود لوغاتو أخذت معهم مولدين للكهرباء ومحطة لمعالجة المياه عندما انسحبوا في مايو 2013. وزُعم أيضًا أن قوات حفظ السلام فككت مبنى سكنيًا كان يؤوي في السابق حوالي 20 مسؤولًا من بعثة الأمم المتحدة في ليبريا وقدموا المواد إلى الجالية المسلمة في نقطة لوغاتو الحدودية. وقد أدى ذلك إلى مزاعم بأن الكتيبة البنغلاديشية فضلت إخوانها المسلمين. 

## التنمية الاجتماعية في ليبيريا
تعمل العديد من المنظمات غير الحكومية التي تتخذ من بنغلاديش مقراً لها في ليبيريا، وأبرزها منظمة بناء الموارد عبر المجتمعات التي تعمل بشكل أساسي في مجالات التمويل الأصغر، وتربية الدواجن، والثروة الحيوانية، والتنمية الريفية، إلخ. 

## التجارة والاستثمار
في عام 2011، زار وفد من بنغلاديش ليبيريا لاستكشاف طرق للتجارة والاستثمار. قال مكتب ترويج الصادرات في بنجلاديش إنه سيستثمر حوالي 3 ملايين دولار في كل من القطاعين العام والخاص في ليبيريا. أبدى المستثمرون البنغلاديشيون اهتمامهم بتأسيس الصناعات الدوائية في ليبيريا والتي من شأنها أن تخلق فرص عمل مكثفة لليبيريا. 